# Universidad de Szeged
La Universidad de Szeged (Szegedi Tudományegyetem /sɛgɛdi tudoma:ɲɛɟ͡ʝɛtɛm/, acrónimo SZTE) es una universidad húngara fundada en 1872. Es la heredera de la Universidad Francisco José (Ferenc József Tudományegyetem) (1872-1921-1940), originalmente ubicada en Kolozsvár (hoy Cluj-Napoca), en Transilvania; continuó como Universidad Miklós Horthy (Horthy Miklós Tudományegyetem) (1940-1962) y posteriormente como Universidad Attila József (József Attila Tudományegyetem)  (1962-2000). En 2000, se fusiona con la universidad de medicina Albert Szent-Györgyi (Szent-Györgyi Albert Orvostudományi Egyetem), la Escuela superior de formación de profesores Gyula Juhász (Juhász Gyula Tanárképző Főiskola), la Escuela superior agroalimentaria de Szeged (Szegedi Élelmiszeripari Főiskola), la universidad de agronomía de Debrecen - Escuela superior de agricultura (Debreceni Agrártudományi Egyetem – Mezőgazdasági Főiskola) y toma la denominación de universidad de Szeged. 
El consejo de la universidad de Szeged recordó en 2007 la vinculación con el Colegio jesuita de Kolozsvár, fundado en 1581 por Esteban Báthory de Somlya.

## Historia
La Universidad de Szeged es la heredera intelectual de la Academia de Kolozsvár, fundada en 1581, y desplazada a Szeged en 1921. Con el paso del tiempo, ha resultado una de las universidades de investigación más importantes de Hungría, de resultados científicos reconocidos desde 1937 con el premio Nobel al profesor Albert Szent-Györgyi. Hoy, la Universidad de Szeged integra a 12 facultades, de entre las que la Facultad de Derecho cuenta con el título "Centro de Excelencia", y ocupa el puesto 124.º en la clasificación científica de las universidades europeas (ARWU).

## Organización

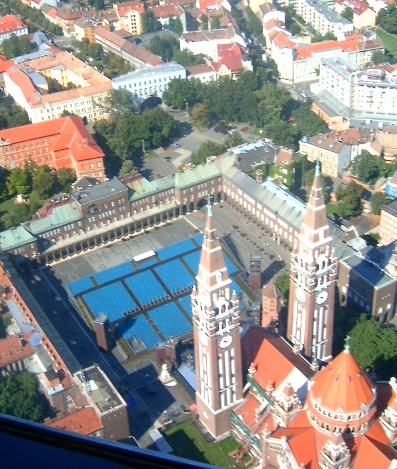
Campus de la universidad a vista de pájaro.

La Facultad de Derecho ofrece grados y másteres en cuatro especialidades distintas: leyes, ciencias políticas, estudios internacionales y seguridad social y relaciones del trabajo. 
Los cursos en lengua extranjera tienen un lugar destacado en la formación interdisciplinar, con diferentes diplomas en inglés, alemán y francés. En el seno de la Facultad de Derecho se encuentra el Instituto de Estudios Internacionales y Regionales (Nemzetközi és Regionális Tanulmányok Intézet). Procede del anterior Centro de Estudios Europeos de la universidad, creado con la ayuda FARO, como miembro de una cobertura nacional. El máster en estudios europeos, exclusivamente en lengua francesa -única en Hungría- permite la obtención de un título en lengua francesa, homologado por el IEP de Lille y la Universidad de Szeged. 

## Personalidades relacionadas con la universidad

### Estudiantes
- Cser Krisztián,[6]
- Peter Heszler[7]
- Laszlo B. Kish,[8]
- Attila József,[9]
- Gyula Juhász[10]
- Miklós Radnóti,[11]
- Mario Szenessy,[12]
- Atletas como Natasa Janics, Márton Joób y Anita Márton.[13]

### Profesorado
- Albert Szent-Györgyi,[14]
- Sándor Imre,[15]
- Károly Marót,[16]
- Ágoston Pável,[17]
- Antal Szerb,[18]
- Hildebrand Dezső Várkonyi,[19]
- István Bibó,[20]
- Ferenc Finkey,[21]
- János Martonyi,[22]
- Gábor Fodor,[23]
- István Rusznyák,[24]
- István Apáthy,[25]
- Zoltán Bay,[26]
- Lipót Fejér,[27]
- Alfréd Haar,[27]
- László Kalmár,[28]
- Béla Kerékjártó,[29]
- László Lovász,[30]
- Tibor Radó,[31]
- László Rédei,[29]
- Frigyes Riesz,[27]
- Béla Szőkefalvi-Nagy[32]
- Afwa Thameur.[33]